# Metro de Shenzhen
El Metro de Shénzhen (en chino tradicional, 深圳地鐵; en chino simplificado, 深圳地铁; Cantonés Jyutping: Sam1 Zan3 Dei6 Tit3) es el sistema de transporte público de la ciudad-subprovincia de Shenzhen de la Provincia de Cantón, República Popular China. El sistema fue inaugurado el 28 de diciembre de 2004, haciendo de Shenzhen la sexta ciudad en China continental en tener un metro después de Pekín, Tianjin, Shanghái, Cantón (Guangzhou) y Wuhan. El Metro de Shénzhen en la actualidad cuenta con 16 líneas, 369 estaciones y 555.39 kilómetros de red, lo que le convierte en el quinto sistema de metro con mayor kilometraje de la China Continental y el mundo. 
El sistema actual tiene 16 líneas y proporciona una manera relativamente rápida y económica de viajar en la parte centro-oriental de Shénzhen, en comparación con los autobuses y taxis.

## Historia

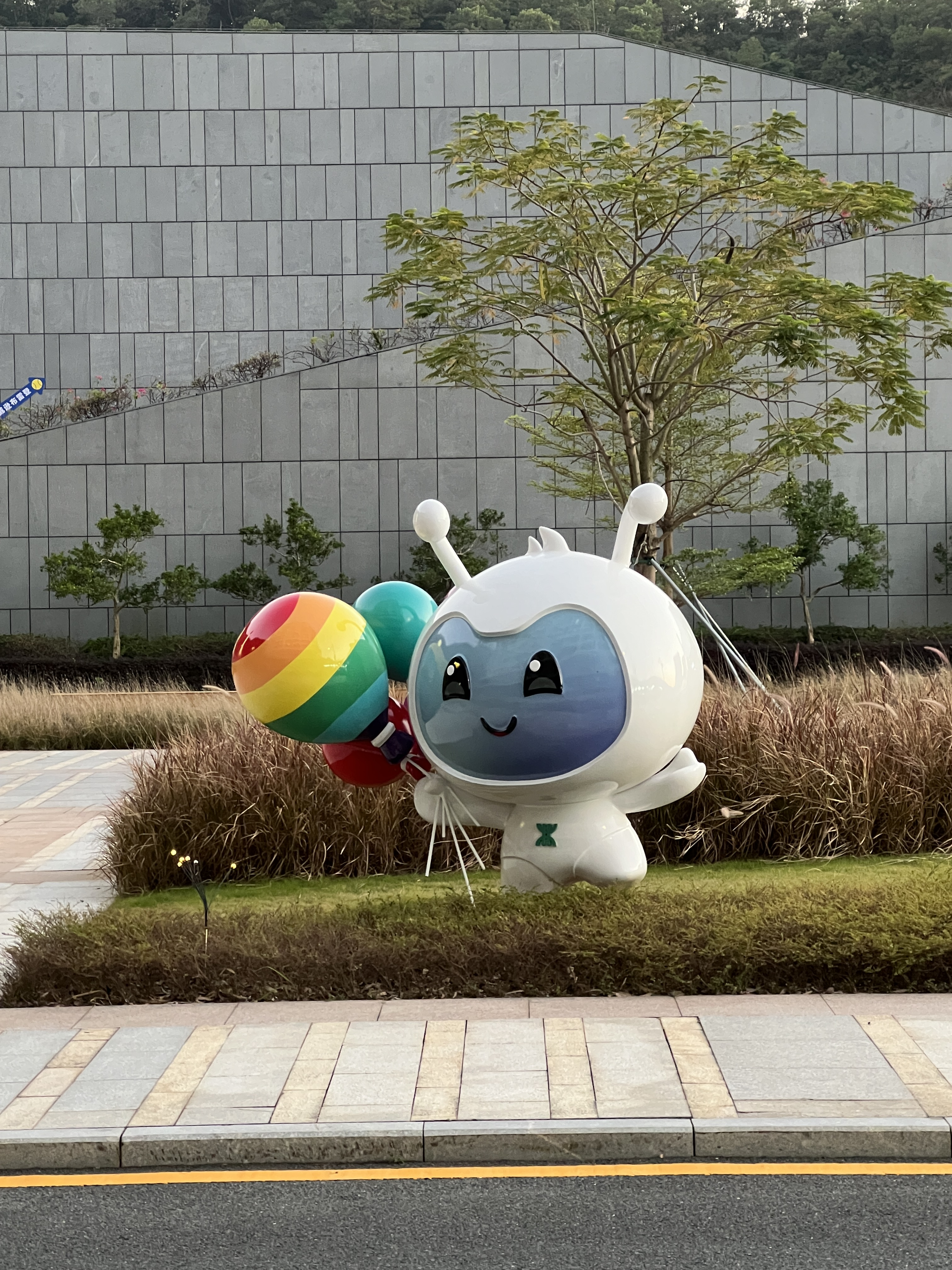
Mascota - Tiebao

La planificación del Metro de Shénzhen se inició en la década de 1980 y la construcción de los primeros tramos de la línea se inició en 1998. La gran apertura del sistema de metro de Shenzhen se produjo a las 5:00 p. m. el martes 28 de diciembre de 2004. El periodo de prueba llegó justo a tiempo para las celebraciones del Año Nuevo Chino con frecuencia de 15 minutos.
La fase 3 formalmente comenzó en mayo de 2011 con un costo estimado de 80 millones de yuanes. El plazo de ejecución se ha cambiado de 2011-2020 a 2011-2016. Se centrará en las líneas 6 y 8 y se extenderá la longitud del metro de Shenzhen a 348 kilómetros y 10 líneas.

## Características
| Líneas     | Terminales                              | Terminales                  | Inauguración | Extendida | Longitud en km | Estaciones |
|            |                                         |                             |              |           |                |            |
| █ Línea 1  | Estación Luohu                          | Estación de Aeropuerto Este | 2004         | 2011      | 41'04          | 30         |
| █ Línea 2  | Estación Chiwan                         | Estación Xinxiu             | 2010         | 2011      | 35'78          | 29         |
| █ Línea 3  | Estación Yitian                         | Estación Shuanglong         | 2010         | 2011      | 41'66          | 30         |
| █ Línea 4  | Estación de Puesto de Control de Futian | Estación Qinghu             | 2004         | 2011      | 19'96          | 15         |
| █ Línea 5  | Estación Chiwan                         | Estación Huangbeiling       | 2011         | 2020      | 47'39          | 34         |
| █ Linea 6  | Estación Museo de Ciencia               | Estación Songgang           | 2020         | —         | 49'4           | 27         |
| █ Línea 7  | Estación Lago Xili                      | Estación Tai'an             | 2016         | —         | 30'3           | 27         |
| █ Línea 9  | Estación Hongshuwan Sur                 | Estación Wenjin             | 2016         | —         | 25'33          | 22         |
| █ Línea 10 | Estación de Puesto de Control de Futian | Estación Calle Shuangyong   | 2020         | —         | 29'3           | 24         |
| █ Línea 11 | Estación Futian                         | Estación Bitou              | 2016         | —         | 51'94          | 18         |
|            |                                         |                             |              |           |                |            |